# نانا یوسلیانی
نانا میخائیلوا یوسلیانی (گرجی: ნანა იოსელიანი؛ زادهٔ ۱۲ فوریهٔ ۱۹۶۲) شطرنج‌باز اهل گرجستان است.
او از سال ۱۹۸۰ دارای عنوان استادبزرگ زنان و از سال ۱۹۹۳ استاد بین‌المللی زنان است. او دو بار نامزد شرکت در مسابقات قهرمانی شطرنج زنان جهان شد. نخست در ۱۹۸۸ که نتیجه را با امتیاز ‎8½ به 9½ ‎(+۲، =۱۱، -۳)‎ به مایا چیبوردانیدزه اگذار کرد و بار دوم در ۱۹۹۳ میلادی با اختلاف امتیاز بالای ‎2½ به 8½ به زیه جون باخت.
یوسلیانی ۲۰۰۳ از شطرنج کناره گرفت.